# Националбољшевизам
Националбољшевизам је политички покрет који комбинује елементе фашизма и бољшевизма. Често се означава као антикапиталистичка идеологија која има симпатија према одређеним формама комунизма и социјализма. Познати су по томе да бране историјске форме стаљинизма иако у садашњим условима не желе у потпуности да прихвате поновно креирање оваквих система.
Идеологија је директно повезана са учењем Хегела, која га презентује као оца идеализма. Карактерише је висок степен традиционализма који је обликовао Јулиус Евола. Између осталог на овај покрет су утицала и учења Георгеса Сорела и Јосе Ортега у Гассета (овај последњи утицај је највећи из простог разлога што одбацује класичну политичку поделу на левицу и десницу, што је такође особеност националбољшевизма). Модерно крило Лимонове НБП у Русији стоји иза ове идеје противећи се ксенофобији и расизму, али у исто време подржава територијални (не расни) руски национализам.
Данас се сматра да је Русија центар националбољшевизма и да су скоро све светске националбољшевичке партије и организације повезане са њом. Међу водећим теоретичарима националбољшевизма су Александар Дугин и Едуард Лимонов, који води нерегистровану и забрањену Националбољшевичку партију у Русији. Националбољшевици су партиципарали на демонстрацијама против Г8 у Санкт Петербургу. С обзиром на утицај геополитичке идеје, актуелни руски националбољшевички покрети се залажу за уједињење Русије и остатка Европе у унију познатију као Евроазија.
Националбољшевичке групе у бившим деловима Совјетског Савеза, чврсто су повезане са руском Националбољшевичком партијом. Остале групације попут француско-белгијске Парти Цоммунаутаире Натионал Еуропеан такође деле НБ визију креирања уједињене Европе (као и многе ставке из њеног економског програма). Треба поменути и француског политичара Цхристиана Боуцхета на кога су поприлично утицале ове идеје.

## Немачка
Бољшевичка демократија је облик управљања у којем врховна власт комплетно припада народу под слободним изборним системом. Сматра се да националбољшевизам вуче корене из немачке током периода И светског рата, где су националистички писци попут Ернста Ниекицха и Ернста Јунгера били спремни да толеришу ширење комунизма све док он поприма облике национализма, одричући се у исто време интернационалистичке мисије.
Та идеја је била нарочито актуелна у Немачкој комунистичкој партији око Хајнриха Лауфенберга и Фридриха Волфајма, када су се 1919. у Хамбургу водиле препирке у вези сарадње радничких организација и газди ради протеривања француске армије са подручја окупираног Рура. Њих двојица су посетили Карла Радека у затвору 1920. године. Руски бољшевик Радек се успротивио Лењиновој подршци Брест-литовском и Версајском споразуму. Овај догађај је утицао на стварање опозиције у оквиру КПД-а, без обзира на званичан позив од стране партије која је сматрала да треба одложити оружје. На августовском конгресу Комунистичке радничке партије Немачке (КАПД) прва тема дебате био је однос нације и класе.
Артур Голдштајн одбацио је становиште револуционарног рата народа, заједно са уједињењем немачког пролетаријата и буржоазије против Антанте. Он је сматрао да би такве ратове требало водити не због националне победе, већ због обарања буржоазије у оквиру Антанте, уводећи комунизам у те државе. Даље је расправљао о томе како су националбољшевици током рата описивали политику спартаковаца о позивању војника да напусте фронт. Националбољшевици су то називали забијањем ножа у леђа. Голдштајн је установио у тексту Комунизам против спартакизма да је у Хамбургу отворено наглашено да је нација издигнута са стартне политичке позиције, па се због тога концепт нације сматра најважнијим и то би требало да буде мера немачке политике и интернационалног пролетаријата.
Радек је желео неке десне националисте које је упознао у затвору да уједини са бољшевицима, под именом националбољшевизма. Он је у националбољшевизму видео начин за превазилажење капиталистичке изолације Совјетског Савеза.
Паул Елцбахер и Карл Хаусхофер теоретисали су у вези сарадње између националистичких снага у Немачкој и Совјетског Савеза, мада нису користили термин националбољшевизам.
У време пред почетак Другог светског рата многи чланови Немачке комунистичке партије сматрајући себе националбољшевицима били су идеолошки преваспитавани у радним логорима и током времена су приступили Националсоцијалистичкој немачкој радничкој партији. Такви "преваспитани" чланови Националсоцијалистичке немачке радничке партије чији је вођа био Адолф Хитлер радили су стратегије и планове против комунистичког покрета или као агенти унутар комунистичког покрета отпора; или пак као војно-политички стратези у сламању комуниста током рата. Тадашњи режим Трећег рајха је придобио њихово поверење, јер су знали на који начин функционише комунистичка војна стратегија ратног деловања ради лакшег сламања комунистичког покрета отпора у Европи.

## Русија
Како је Руски грађански рат одмицао, велики број истакнутих белогардејаца се прикључио бољшевичкој страни. Они су у њој видели једину наду за обнављање велике Русије. Међу њима је био и професор Николаи Устриалов, првобитно антикомуниста, који је веровао да бољшевизам може бити модификован како би послужио националистичким циљевима. Његови следбеници Сменовекховтси (који су добили такав назив након серије чланака публикованих 1921) видели су себе као националбољшевике позајмљујући термин од Ниекицха. Сличне идеје биле су изражене од стране Евразиитси партије и промонархистичке Младоросси. Стаљинове идеје социјализма у једној држави биле су тумачене као победа националбољшевика. Владимир Иљич Лењин није користио термин националбољшевизам, мада је поистоветио идеје Сменовекховтси са тенденцијама старе Уставотворно-демократске партије, која је видела руски комунизам као еволуциони процес у поновној изградњи моћне државе. Он је касније додао да су присталице те партије били у ствари класни непријатељи и упозорио је комунисте да не смеју веровати у савезништво са таквима.

## Националбољшевичка партија
Националбољшевичка партија (НБП) данас званично промовише слободно социјалистичко друштво комбиновано са агресивном спољном политиком како би одбранила руски народ. Такве промене у програму партије су вероватно резултат репресије, хапшења и контроверзних затворских казни њених чланова у Русији. Као жртве агресивног програма чланови НБП су одлучили да либерализују своју идеологију. У економском смислу националбољшевици подржавају нове економске политике Владимира Иљича Лењина. Објашњења у вези са тим могу се наћи на њиховој њеб страници где се каже да је њихова идеја — национализација крупног бизниса и индустрије — док у исто време подржавају развој приватних малих и средњих предузећа. Ово је у складу са ставовима НБП-а који пориче било какву везу са наглашавајући, ксенофобија и расизам немају апсолутно никаве везе са принципима националбољшевизма.